# Foutin
Foutin era um amálgama sincrético de Priapo com Potino, uma figura de historicidade cristã, alegada por Irineu como o primeiro bispo de Lyon. A semelhança do nome Pothinus e o verbo francês antigo foutre levou à assimilação linguística; o nome Foutin pode ter se originado de "foutre", que significa "foder", mas também pode ter sido uma versão intencionalmente alterada do nome de Potino.
Acreditava-se que ele influenciava a restauração da fertilidade das mulheres estéreis e o vigor e a virilidade dos homens impotentes. Em Varailles, na Provença, imagens de cera dos membros de ambos os sexos foram oferecidas a São Foutin e suspensas no teto de sua capela. Pierre de L'Estoile comentou que, como o teto estava coberto por eles, quando o vento os soprava, produziu um efeito que foi calculado para perturbar muito as devoções dos fiéis.
Numa igreja de Embrun, havia um grande falo que se dizia ser uma relíquia de São Foutin. Os adoradores tinham o hábito de oferecer vinho a essa divindade, como uma libação (o vinho era derramado sobre a cabeça do órgão); um vaso sagrado embaixo apanhava o vinho, que era então chamado vinagre sagrado, e acreditava ser um remédio eficaz em casos de esterilidade, impotência ou falta de virilidade. Quando os protestantes conquistaram Embrun em 1585, eles relataram que a cabeça da relíquia estava avermelhada pelo vinho.